# 500 (tal)
500 är det naturliga heltal som följer 499 och följs av 501.

## Matematiska egenskaper
- 500 är ett harshadtal[1].
- 500 är ett jämnt tal.
- 500 är ett Akillestal
- 500 är ett palindromtal i det Romerska talsystemet.

## Inom vetenskapen
- 500 Selinur, en asteroid.